# دسار

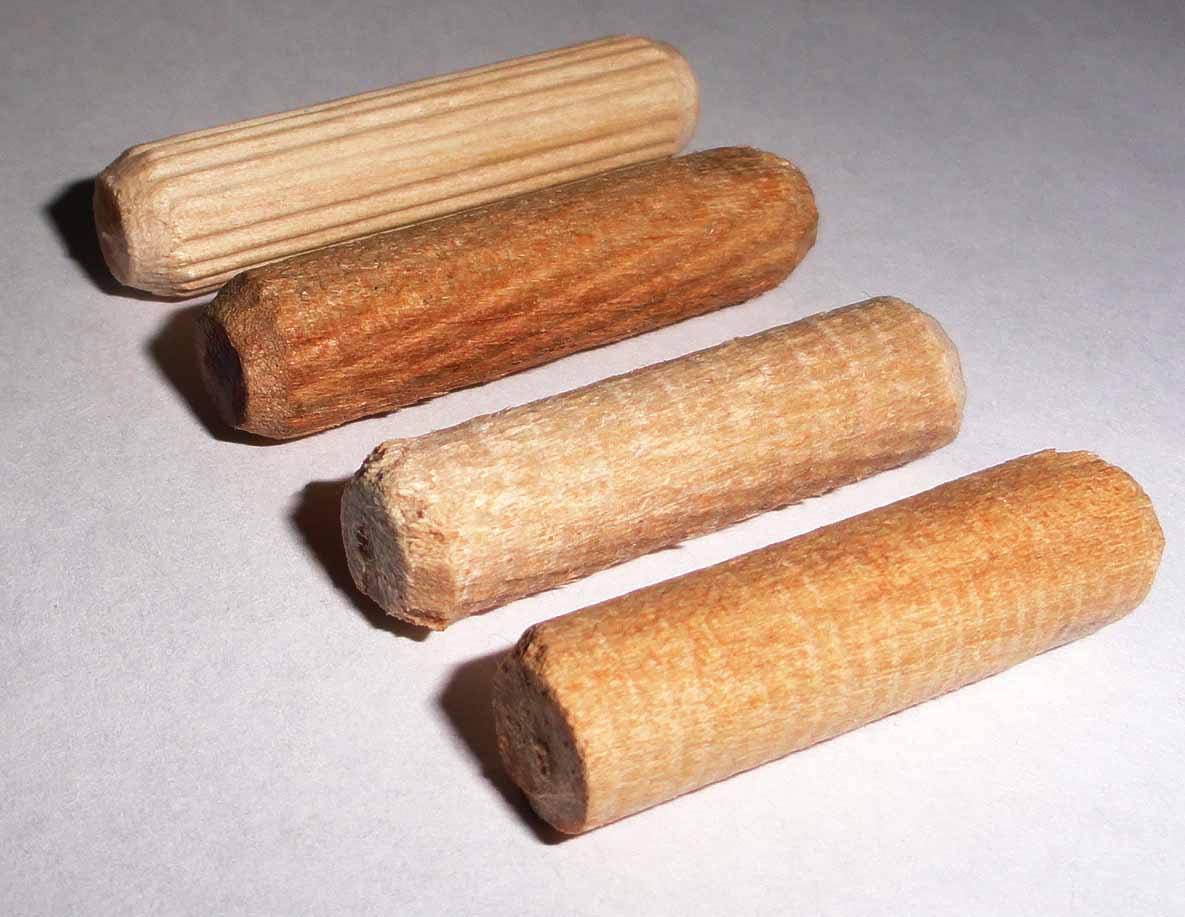
دُسُر خشبية

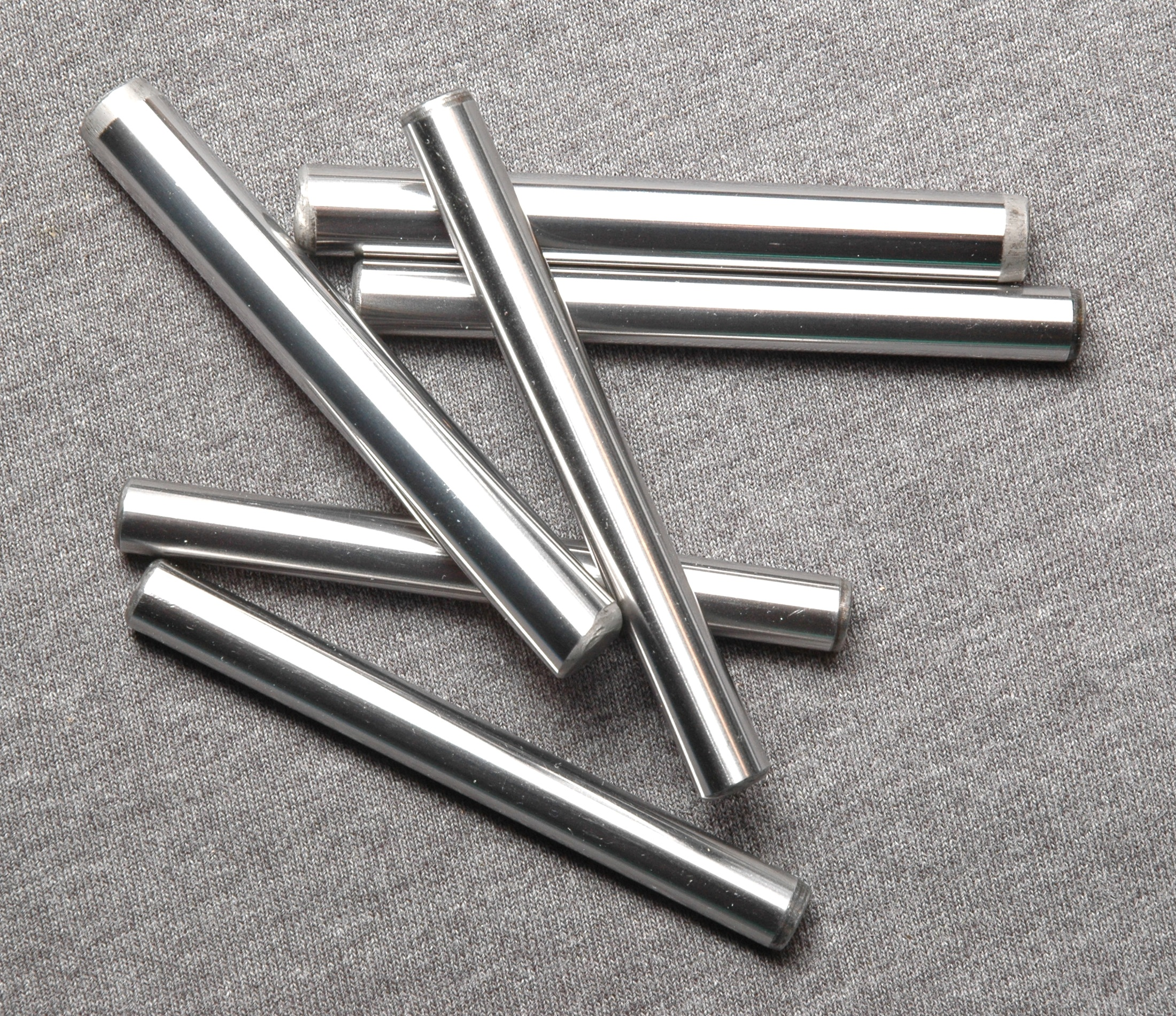
دُسُر حديدية

الدِّسَار (الجمع: دُسُرٌ ودُسْرٌ) هو شبه قضيب أو لقمة خشبية أو فلزية أو لدائنية صغيرة لربط قطعتين من هيكل ما (لربط قطع الأثاث مثلا).

## طالع أيضًا
- خابور (مثبت)